# Station Sudbury
Sudbury is een spoorwegstation van National Rail in Sudbury, Babergh in Engeland. Het station is eigendom van Network Rail en wordt beheerd door Greater Anglia. 